# Marcel Dettmann
Marcel Dettmann (* 26. Oktober 1977 in Pößneck) ist ein deutscher Techno-Musiker, DJ und Inhaber der Musiklabels Marcel Dettmann Records (MDR) und Bad Manners.

## Leben
Dettmann ist in Fürstenwalde (Spree) aufgewachsen. In seiner Heimatregion um Frankfurt (Oder) legte er Mitte/Ende der Neunziger in diversen Clubs auf. 1999 wurde er Resident-DJ in dem  Berliner Club Ostgut (heute Berghain) und begann im Plattenladen Hard Wax zu arbeiten. Nachdem das Ostgut in den Club Berghain überging, blieb er dort Resident-DJ. Dettmann tourt und bespielt mittlerweile weltweit Partys.
Dettmann veröffentlichte bisher zwei Alben und eine Vielzahl von Singles auf Ostgut Ton, 50Weapons, seinem eigenen Label MDR und Bad Manners sowie zahlreiche Remixe.
Sein Label MDR wurde 2019 von Bad Manners abgelöst und eingestellt.
Er wohnt im Prenzlauer Berg und hat zwei Kinder.

## Diskographie
Alben
- 2010: Dettmann (Ostgut Ton)
- 2013: Dettmann II (Ostgut Ton)
- 2014: Fabric 77 (Fabric Records)
- 2022: Fear of Programming (Dekmantel)

Singles
- 2006: MDR 01 (Marcel Dettmann Records)
- 2006: Marcel Dettmann / Ben Klock – Dawning / Dead Man Watches The Clock (Ostgut Ton)
- 2006: Quicksand / Getaway (Ostgut Ton)
- 2006: MDR 02(3 Versions) (Marcel Dettmann Records)
- 2007: Marcel Dettmann | Ben Klock – Scenario (Ostgut Ton)
- 2008: Pigon / Marcel Dettmann – Kamm / Plain (Beatstreet)
- 2008: MDR 04 (Marcel Dettmann Records)
- 2009: MDR 06 (Marcel Dettmann Records)
- 2009: Marcel Dettmann / Tama Sumo & Prosumer – Phantasma Vol. 3 (12", Diamonds & Pearls Music)
- 2010: Dettmann Remixed (Ostgut Ton)
- 2011: Deluge / Duel (50Weapons)
- 2011: Translation EP (Ostgut Ton)
- 2011: Kontra-Mokira-Mixes (12", Kontra-Musik)
- 2012: Landscape (Music Man Records)
- 2012: Range EP (Ostgut Ton)
- 2013: Marcel Dettmann / Lucy – Untitled (Bleep)
- 2013: Corebox (James Ruskin Mixes) (Marcel Dettmann Records)
- 2013: Linux / Ellipse (50Weapons)
- 2013: Marcel Dettmann / Ben Klock – Dawning/Dawning (Revisited) (Ostgut Ton)
- 2014: Planetary Assault Systems Remixes (Marcel Dettmann Records)
- 2014: Marcel Dettmann / Frank Wiedemann – Masse Remixes II (Ostgut Ton)
- 2014: Marcel Dettmann featuring Emika – Seduction (Ostgut Ton)

Remixe
- 2007: Ellen Allien – Go (Dettmann Remix) (Bpitch Control)
- 2008: Kevin Gorman – SevenAightNine (Dettmann Remix) (Mikrowave)
- 2008: Len Faki – My Black Sheep (Dettmann Remix) (Figure)
- 2008: Scuba – From Within (Marcel Dettmann Remix) (Hotflush)
- 2008: Modeselektor – Black Block (Dettmann Remix) (Bpitch Control)
- 2010: Junior Boys – Work (Dettmann Remix) (Ostgut Ton)
- 2010: Glimpse – Enjoyable Employable (Crosstown Rebels)
- 2011: Fever Ray – Seven (Dettmann Remix) (Rabid Records)
- 2013: Moderat – Bad Kingdom (Dettmann Remix) (50 Weapons)
- 2014: Darksky – Rainkist (Dettmann Remix) (Monkeytown Records)
- 2016: Yello – Limbo (Dettmann Remix)